# Douglas Caetano
Douglas Caetano Mattoso dos Santos, conocido simplemente como Douglas Caetano (Río de Janeiro, Brasil, 6 de enero de 1981), es un exfutbolista brasileño nacionalizado hondureño que jugaba de delantero

## Trayectoria deportiva
Equipo Deportivo Toluca de México.
Equipo Real Club Deportivo España de Honduras, con el que fue campeón, en el Torneo Clausura 2010-2011.
Equipo Club Deportivo Olimpia de Honduras, con el que fue campeón, en el Torneo Apertura 2011-2012.
Equipo CD Águila  de El Salvador, lo fichó el 29 de diciembre de 2013.
Equipo Juticalpa Fútbol Club de Honduras, fue fichado el 8 de julio de 2015.

## Clubes
| Club                | País        | Año         |
| ------------------- | ----------- | ----------- |
| São José            | Brasil      | 2002        |
| Wuhan Optics        | China       | 2002 - 2003 |
| Novo Hamburgo       | Brasil      | 2003 - 2004 |
| Atlético Mexiquense | México      | 2004 - 2006 |
| Rampla Juniors      | Uruguay     | 2006 - 2007 |
| Real España         | Honduras    | 2007 - 2008 |
| Tijuana             | México      | 2008 - 2009 |
| Real España         | Honduras    | 2009 - 2011 |
| Olimpia             | Honduras    | 2011 - 2013 |
| Águila              | El Salvador | 2013 - 2014 |
| Juticalpa           | Honduras    | 2015 - 2016 |